# 蕭鈺濰
蕭鈺濰（Tuna，外號：鮪魚，1998年4月29日－）台灣《英雄聯盟》退役電競選手，職業時期屬於ahq戰隊，隊中位置原來打上路，後轉輔助。

## 簡介
蕭鈺濰曾經加入業餘高端隊伍 Taipei Assassins（TPA），就讀林口高中時曾獲選新北市104學年度高級中等學校教育博覽會「學習達人秀」代表，並獲得2015年校際盃冠軍。
2015年11月正式獲選為ahq練習生，展開他的職業生涯，後由上路轉成ahq Fighter，主司輔助，為隊上的指揮Caller。他在ahq Fighter的表現十分亮眼，更帶領團隊以直落三的戰績贏得了2017年ECS的夏季冠軍。2018年春季賽的升降賽中，順利打敗對手升上LMS，並且在2017年《六都電競爭霸戰》中以3:0擊敗眾星雲集的對手「高雄南霸天」得到冠軍。2017年11月27日正式晉升ahq一軍戰隊。